# Ante Knešaurek

## Životopis
Rođen 1978, završio je studij orgulja na Muzičkoj akademiji u Zagrebu u klasi profesora Maria Penzara 2000. godine Studirao je na Handel-Akademie u Karlsruheu u Njemačkoj u razredu profesora Ludgera Lohmanna i Daniela Rotha u Parizu.
Dobitnik je Rektorove Nagrade Sveučilišta u Zagrebu za najbolji studentski rad izrađen na Muzičkoj akademiji. (1998/99)
Godine 1999. na međunarodnom natjecanju iz improvizacije "Gunther Ramin" na Hochschule fur Music "Felix Mendelssohn-Bartholdy" u Leipzigu osvaja nagradu "Gunther Ramin" za polifonu improvizaciju.
U Hrvatskoj je studirao improvizaciju s akademikom Anđelkom Klobučarom i kompoziciju s profesorom Markom Ruždjakom u čijoj je klasi i diplomirao studij kompozicije i orkestracije 2005. godine.
Djela su mu se izvodila u Zagrebu, Osijeku, Ljubljani, Puli, Beču, Berlinu, Freyungu, Detmoldu te Udinama. Glavni je orguljaš Bazilike Srca Isusova u Zagrebu, te je član žirija za orguljaška natjecanja u Hrvatskoj. Nastupa s ansamblima i solistima, redovito snima za HRT, te je snimio i CD s glazbom za orgulje Anđelka Klobučara, Faureov Requiem u verziji za orgulje i zbor, te CD sa zborskim skladbama i improvizacijama s akademskim zborom "Palma". Magistrirao je 2003. u Zagrebu, a na majstorskom postdiplomskom studiju iz orgulja i improvizacije bio je u Detmoldu u klasi profesora Norberta Duchterla (2003. – 2005.) Koncertirao je po svim domaćim eminentnim festivalima kao što su Varaždinske Barokne večeri, Zagrebačke ljetne večeri, Dani EPTA-e u Dubrovniku, Požeške orguljaške večeri, Festival sv. Marka itd. Osim u Hrvatksoj, koncertira u Njemačkoj (Bach Festtage-Berlin, Max Reger Tage-Detmold), Austriji, Italiji (Itinerari organistici - Trst, Udine, Venecija) i Francuskoj. Dobitnik je nagrade "Darko Lukić" za 2005. godinu kao najbolji mladi glazbenik u Hrvatskoj. 
Predaje u zvanju docenta na Sveučilištu u Zagrebu i na Sveučilištu u Osijeku. Redovni je član HDS-a u Zagrebu.